# Colias scudderii
Colias scudderii é uma borboleta da família Pieridae. Ela é encontrada a partir do sul do Alaska, nas Montanhas Rochosas e até ao norte do Novo México. O habitat natural desta borboleta consiste em prados de montanha e pântanos.
As larvas se alimentam das folhas de Salix (incluindo Salix reticulata, Salix lutea e Salix planifolia).

## Subespécies
- Colias scudderii scudderii (Colorado, Utah, Novo México, Wyoming)
- Colias scudderii ruckesi Klots, 1937 (Novo México)